# Магалевский, Юрий Александрович
Юрий Александрович Магалевский (1876, с. Романовка Подольская губерния, Российская империя (ныне Винницкая область, Украина) — 29 октября 1935, Львов, Польская Республика) — украинский общественный деятель, живописец, график.

## Биография
После окончания Одесской художественной школы рисования, продолжил учёбу в Высшем художественном училище при Императорской Академии художеств в Санкт-Петербурге. Ученик И. Репина. Затем — в Париже.
Вернувшись на родину, работал в г. Александровске (ныне Запорожье): был преподавателем городского коммерческого училища.
Участник революционных событий и Гражданской войны на Украине. В 1917 году — председатель украинского уездного совета и комиссариата просвещения.
В 1918 году в Екатеринославе (ныне Днепр) был директором 1-й украинской гимназии, советником губернского земства. Екатеринославский губернский комиссар. Член Совета республики УНР.
Руководил обществами «Просвита» в этих городах.
В 1920 году находился при штабе Армии УНР в качестве военного художника. В 1920 году после поражения в боях с Красной Армией, перешёл на территорию Польши.
В 1920—1921 годах активно участвовал в, так называемой, военной оппозиции против С. Петлюры. Позже, эмигрировал в Чехословакию.
В 1922—1935 гг. жил во Львове. С 1922 года — председатель Украинского общества помощи эмигрантам с Украины, принимал участие в создании кружка деятелей украинского искусства.

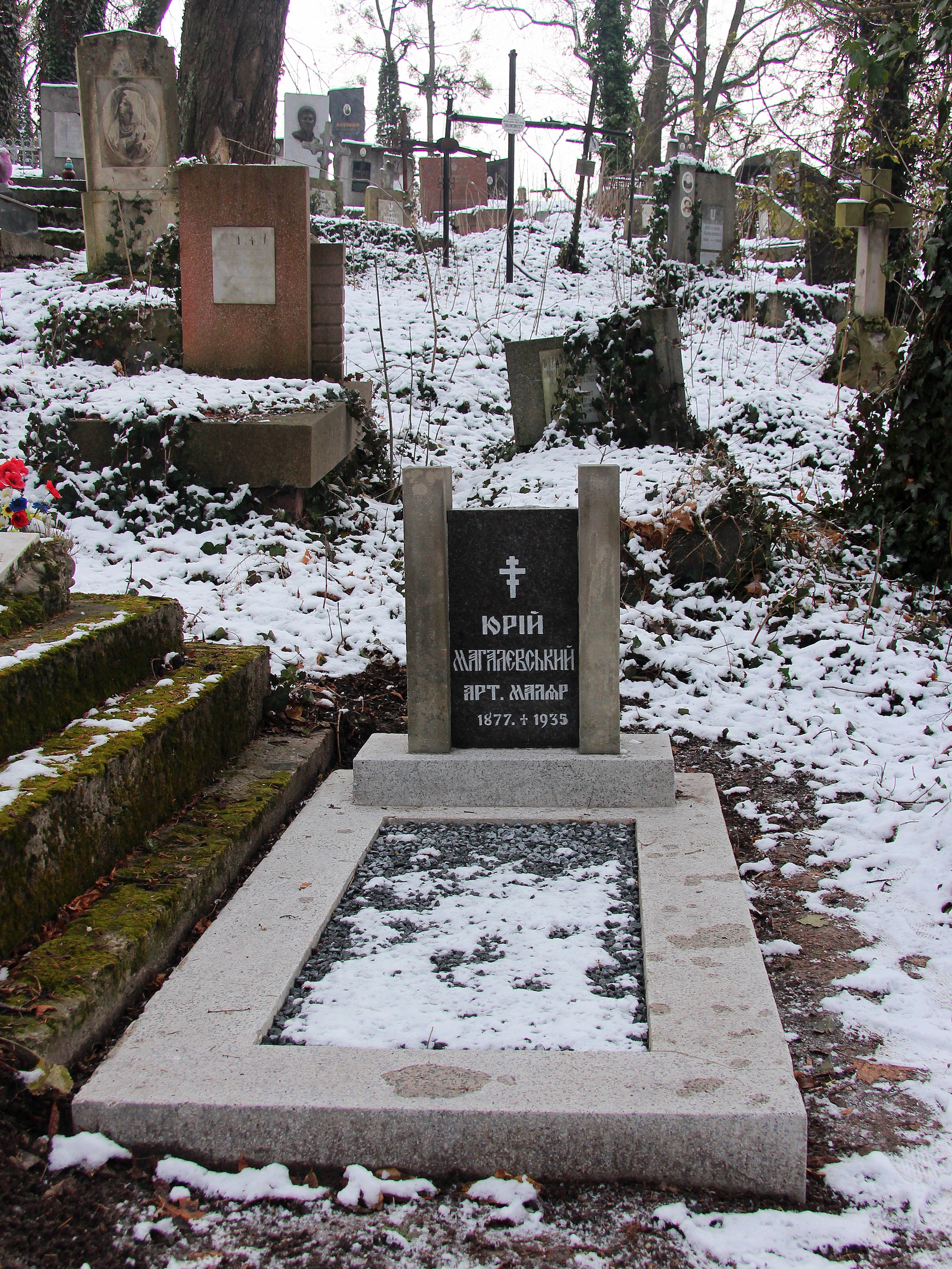
Могила Ю. Магалевского

Похоронен во Львове на Лычаковском кладбище.

## Творчество

Портрет Чудновского Василия Кондратовича, вице-министра народного хозяйства УНР

Многие работы Ю. Магалевский посвятил украинскому казачеству. Автор ряда портретов украинских государственных и военных деятелей, воинов Армии УНР, пейзажей в реалистическом стиле. Проиллюстрировал учебники «Ярина: Український буквар» и «Перша читанка» А. Воронца, сборник «Украинские народные сказки» и другие книги
Работал и в области сакральной живописи (иконопись, настенная роспись) сотрудничал с В. Иванюхом, А. Коверко, П. Ковжуном, И. Корытко, М. Осинчуком, И. Трушем, П. Холодным. Обогатил иконопись новыми художественными образами, развивал новаторские тенденции художественного процесса начала XX века. Расписывал ректорскую столовую Львовской духовной академии и храмы Львовщины, в частности, церковь Воскресения Господня (1925, с. Каменка, ныне Старое Село), св. великомученика Георгия (1926, г. Рава-Русская), Собора Пресвятой Богородицы (1932, с. Малехов), св. апостолов Петра и Павла (1929, г. Сокаль), св. великомученицы Параскевы Пятницы (1930, с. Желехив, ныне Великосёлки), Покрова Пресвятой Богородицы (1932, с. Холоив, ныне Узловое; 1934—1935, с. Угерско). Расписал образами и орнаментом интерьер церкви в Олеско (1926—1928)
Автор воспоминаний «Останній акт трагедії: (Етап визвольної боротьби українського народу. 1917—1920)» // «ЛНВ» (1927, т. 44, кн. 9-10; отдельное изд. — Л., 1928), «Тихі герої» // «Літопис „Червоної Калини“» (Л., 1931, ч. 1), «Олександрівськ-Київ: (Спомини 1917—1918)» // «Календар-альманах „Дніпро“ на звичайний рік 1931». В советское время значительная часть творческого наследия Ю. Магалевского была уничтожена в музейных фондах. Некоторые полотна художника хранятся в Национальном музее во Львове, Днепропетровском историческом музее.
Участник художественных выставок с 1911 года. Персональные выставки во Львове (1922—1923, 1931, 1935).

## Избранные произведения
Живописные полотна
- «Победили (Запорожцы отбили атаку турок)» (1907),
- «Потомок запорожцев»,
- «Отдых»,
- «Вечер»,
- «Л. Писаржевский»,
- "И. Акинфиев "(все — 1909),
- «Запорожец» (1911),
- «Весна»,
- «Вечер в степи» (обе — 1913),
- «А. Загаров»,
- «Женский портрет»,
- «Межигорский монастырь»,
- «И. Липа»,
- «С. Федак»,
- «М. Емельянович-Павленко» (все — 1920-е гг.),
- «Село Губичи»,
- «Зимний пейзаж с рекой» (обе — 1920),
- « Садик под вечер»,
- «М. Донцова»,
- « И.Свенцицкий»,
- «С. Тимошенко»,
- « Е. Богуславский»,
- «Иван Огиенко»,
- «А. Гулый-Гуленко» (все — 1921),
- «Пейзаж с луной»(1922),
- «Пейзаж с часовней» (1930),
- «Двор в Шляхтинцах» (1934),
- «Ржаные копны» (1935)
- Серия «Галицко-волынские князья и короли» (1922)
- Серии рисунков — «Памятники древнего строительного искусства» (церкви, склепы, кресты), «Прикладное искусство» (вышивки, писанки, наряды), «Военные события» (все — 1920-30-е гг.).